# Cláudio Galbo Garcia
Cláudio Calbo Garcia, mais conhecido apenas como Cláudio Garcia (São Paulo, 9 de outubro de 1943), é um ex-treinador e ex-futebolista brasileiro, que atuava como meia ou atacante.

## Carreira
Entre 1967 e 1971, Cláudio Garcia disputou 164 partidas pelo Fluminense, com 83 vitórias, 40 empates e 41 derrotas, marcando 35 gols.

## Títulos

### Como jogador
Fluminense
- Campeonato Carioca: 1969[10] e 1971[10]
- Taça Guanabara: 1969 e 1971[11]
- Campeonato Brasileiro: 1970

### Como treinador
Brasília
- Campeonato Brasiliense: 1978

Fluminense
- Taça Guanabara: 1983

Flamengo
- Taça Rio: 1983

## Estatísticas

### Como treinador
| Ano   | J  | V  | E  | D | Aprov. |
| ----- | -- | -- | -- | - | ------ |
| 1983  | 41 | 25 | 10 | 6 | 69,11% |
| Total | 41 | 25 | 10 | 6 | 69,11% |

| Ano   | J  | V  | E | D | Aprov. |
| ----- | -- | -- | - | - | ------ |
| 1983  | 16 | 11 | 0 | 5 | 68,75% |
| 1984  | 30 | 17 | 9 | 4 | 66,67% |
| Total | 46 | 28 | 9 | 9 | 67,39% |